# Sipmania
Sipmania is een monotypisch geslacht van schimmels in de orde Arthoniales. De familie is nog niet eenduidig bepaald (Incertae sedis). Het bevat alleen soort Sipmania peltata. 